# Charles Stewart (político canadiense)
Charles Stewart (26 de agosto de 1868 – 6 de diciembre de 1946) fue un político canadiense que desempeñó el cargo de tercer Premier de Alberta desde 1917 a 1921.
Nacido en Strabane, Condado de Wentworth, en la provincia de Ontario, Stewart fue un granjero que emigró al oeste de la provincia de Alberta después de que su granja fuera destruida por una tormenta. Ya en Alberta participó activamente en política y fue elegido para la Asamblea Legislativa de Alberta en las elecciones de 1909. 
Desempeñó el cargo de Ministro de Obras Públicas y Ministro de Asuntos Municipales bajo el gobierno de Arthur Sifton.
Cuando Sifton dejó la política provincial en 1917 para unirse al gabinete federal, Steward fue nombrado su sustituto.
Como Premier, Stewart trató de mantener unido al Partido Liberal de Alberta, el cual estaba dividido como consecuencia de la Crisis de Reclutamiento de 1917 (Conscription Crisis). Además, se esforzó para hacer cumplir la prohibición a las bebidas alcohólicas, la cual había sido aprobada tras un referendo durante el mandato de Sifton, pero se dio cuenta de que esta prohibición no estaba suficientemente respaldada como para poder ejercer un control efectivo. 
Su gobierno se hizo cargo de varios de los ferrocarriles de la provincia que atravesaban por dificultados económicas y vendió bonos garantizados para financiar proyectos de regadío. Varias de estas iniciativas fueron resultado de la presión de Granjeros Unidos de Alberta - GUA (United Farmers of Alberta - UFA), con quienes Stewart entabló buenas relaciones. A pesar de ello, GUA se sintió atraída por la política durante el mandato de Stewart y presentó candidatos a las elecciones de 1921. Incapaz de alcanzar el atractivo que ofrecía GUA entre los electores rurales, el gobierno de Stewart perdió las elecciones y Herbert Greenfield fue el sucesor de Stewart en el cargo de Premier. 
Después de dejar la política provincial, Stewart fue invitado a unirse al gabinete federal de William Lyon Mackenzie King, en el cual sirvió como Ministro de Interior y Minería. En este cargo firmó, en nombre del gobierno federal, un acuerdo para traspasar el control de los recursos naturales de Alberta de Ottawa al gobierno provincial de Alberta.
Formó parte del gabinete de King hasta 1930, cuando el gobierno de King fue derrotado, pero Stewart permaneció como miembro del Parlamento hasta que perdió su escaño en 1935. 
En 1935 fue nombrado por Jorge V como presidente de la sección canadiense de la International Joint Commission. En 1938 fue nombrado presidente de la sección canadiense de la Comisión de la Autopista Columbia Británica - Yukon - Alaska.
Murió en Ottawa en el mes de diciembre de 1946.
- Datos: Q1066165
- Multimedia: Charles Stewart (Alberta Premier) / Q1066165